# شمس‌الدین الذوادی
شمس‌الدین الذوادی (فرانسوی: Chamseddine Dhaouadi‎؛ زادهٔ ۱۶ ژانویهٔ ۱۹۸۷) بازیکن فوتبال اهل تونس است.

## باشگاهی
از باشگاه‌هایی که در آن بازی کرده‌است می‌توان به باشگاه فوتبال اسپرانس تونس، باشگاه فوتبال ستاره ساحلی، و باشگاه فوتبال حمام الانف اشاره کرد.

## تیم ملی
وی همچنین در تیم ملی فوتبال تونس بازی کرده است.